# Erich Rajakowitsch

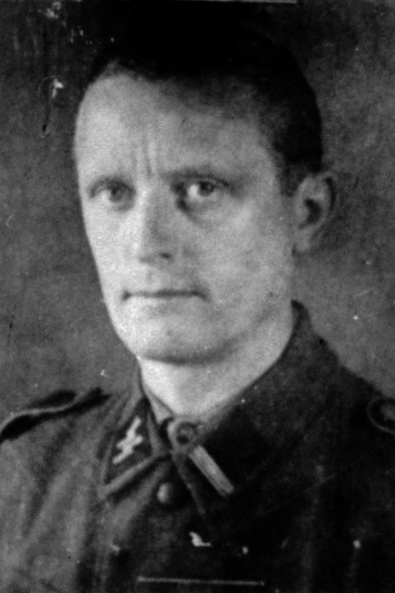
Erich Rajakowitsch

Erich Rajakowitsch, später Erich Raja (* 23. November 1905 in Triest, Österreich-Ungarn; † 14. April 1988 in Graz) war ein österreichischer Jurist und SS-Obersturmführer, der als Mitarbeiter Adolf Eichmanns während des Zweiten Weltkrieges in den deutsch besetzten Niederlanden maßgeblich an Judendeportationen beteiligt war.

## Leben
Rajakowitsch, dessen Vater Mittelschulprofessor war, wuchs nach dem Ende des Ersten Weltkrieges in Graz auf und beendete dort seine Schullaufbahn mit der Matura. An der Universität Graz absolvierte er ein Studium der Rechtswissenschaft, das er im November 1931 abschloss. Seine studentische Sozialisation erfuhr er im Akademischen Corps Teutonia zu Graz, das politisch deutsch-national, antisemitisch und antidemokratisch ausgerichtet war. Nach Studienabschluss und Gerichtsjahr war der promovierte Jurist als Konzipient und Rechtsanwalt in Graz tätig. Von Anfang 1938 bis zum November 1938 war Rajakowitsch Konzipient in der Wiener Kanzlei Heinrich Gallop. Rajakowitsch war ab 1934 mit Anna Maria Rintelen, der Tochter von Anton Rintelen, verheiratet.

## Verwicklung in Arisierungsgeschäfte nach dem Anschluss Österreichs
Nach dem „Anschluss Österreichs“ an das Deutsche Reich trat Rajakowitsch zum 1. Mai 1938 der NSDAP bei (Mitgliedsnummer 6.330.373). Gallop und sein Konzipient Rajakowitsch entwickelten das Modell „Arisierung gegen Auswanderung“ indem sie sich die inländischen Vermögenswerte von sehr wohlhabende jüdischen Klienten übertragen ließen und als Gegenleistung deren Ausreiseformalitäten durchführten. Rajakowitsch war auch in die Aktion Gildemeester, durch welche die Auswanderung mittelloser Juden durch wohlhabende Juden finanziert wurde, involviert. In diesem Zusammenhang leitete er, ab Spätherbst 1938 zusammen mit seinem neuen Kompagnon Hugo Weber, für den Fonds die „Vermögenstransaktion“. Durch diese Finanztransaktionen kooperierte er auch eng mit der Zentralstelle für jüdische Auswanderung in Wien, über die er Adolf Eichmann kennenlernte. Auch bei der Zentralstelle für jüdische Auswanderung in Prag richtete Rajakowitsch einen „Auswanderungsfonds“ ein, den er betreute.

## Zweiter Weltkrieg – Juristischer Berater Adolf Eichmanns
Nach Beginn des Zweiten Weltkrieges wurde Rajakowitsch im Herbst 1939 Mitglied der SS (SS-Nummer 353.201) und in Nisko im Zuge des Nisko-Plans eingesetzt. Bei der SS stieg er 1940 bis zum SS-Obersturmführer auf.
Durch Eichmann kam Rajakowitsch im Frühjahr 1940 zum Eichmannreferat des Reichssicherheitshauptamtes nach Berlin. Rajakowitsch wurde enger Mitarbeiter Eichmanns und Referent „zur Bearbeitung juristischer Fragen bei den Zentralstellen für jüdische Auswanderung in Wien, Prag und Berlin“. Laut Eichmann war er ein „außerordentlich gemäßigter und kluger Jurist, auf dessen Hilfe ich deswegen nicht gerne verzichtete, weil er die lebendige praktische Juristik und nicht die trockene Behördenjuristerei verkörperte“. Zusammen mit Eichmann und Theodor Dannecker gehörte Rajakowitsch zu den Mitarbeitern des Eichmannreferats, die sich bis August 1940 mit dem nie umgesetzten Madagaskarplan zur Deportation europäischer Juden auf die afrikanische Insel befassten.

### Aufbau der Zentralstelle für jüdische Auswanderung in Amsterdam
Ab April 1941 war Rajakowitsch in den deutsch besetzten Niederlande eingesetzt. Seine Aufgabe dort sollte den Aufbau der Zentralstelle für jüdische Auswanderung in Amsterdam sowie die Gründung und Leitung eines Auswanderungsfonds beinhalten. Da sich der Reichskommissar für die Niederlande Arthur Seyß-Inquart im Kompetenzstreit um die niederländischen „Judenangelegenheiten“ mit der SS gegen den Höheren SS- und Polizeiführer Hanns Albin Rauter kurzzeitig durchsetzen konnte, wurde schließlich Hans Fischböck Leiter des Auswanderungsfonds. Rajakowitsch war, wie schon zuvor in der Tschechoslowakei und Österreich, Geschäftspartner der Dresdner Bank in den Niederlanden.

### Referatsleiter beim BdS in den Niederlanden
Im August 1941 übernahm Rajakowitsch schließlich die kommissarische Leitung des „Sonderreferats J“ der Gestapo-Abteilung beim Befehlshaber der Sicherheitspolizei und des SD (BdS) in Den Haag Wilhelm Harster, das „zur Bekämpfung des Judentums in seiner Gesamtheit, deren Ziel die Endlösung der Judenfrage durch Aussiedlung sämtlicher Juden“ war. Ab Februar 1942 firmierte das „Sonderreferats J“ als Abteilung IV B 4 und Rajakowitsch wurde durch Wilhelm Zoepf als Abteilungsleiter abgelöst und vertrat ihn in Abwesenheit. In dieser Funktionen war Rajakowitsch auch in die Deportation von Juden aus den Niederlanden in die Vernichtungslager involviert. Rajakowitsch selbst übernahm in der Dienststelle des BdS in Den Haag im Februar 1942 das Referat II B (Einziehung von Vermögenswerten sowie Ein- und Ausbürgerungen).

### Meldung zur Waffen-SS
Im Oktober 1943 wechselte Rajakowitsch zur Waffen-SS und absolvierte einen Offizierslehrgang an der SS-Junkerschule in Bad Tölz. Danach nahm er bis Kriegsende am Deutsch-Sowjetischen Krieg teil.

## Nachkriegszeit
Nach dem Ende des Zweiten Weltkrieges befand sich Rajakowitsch kurzzeitig in amerikanischer Kriegsgefangenschaft, aus der er jedoch entweichen konnte. Rajakowitsch tauchte unter und hielt sich ab 1946 in Triest auf.
Die Anwaltskanzlei Weber/Rajakowitsch an der Adresse Wien I, Schottenring 1/Hessgasse 6 war nach Kriegsende verwaist und wurde von dem durch die Rechtsanwaltskammer eingesetzten Kurator Gustav Warmuth übernommen, dessen eigene Kanzlei aufgrund von Bombenschäden nicht mehr nutzbar war. Warmuth hatte in den Räumen der ehemaligen Kanzlei Weber/Rajakowitsch Massen an Akten aufgefunden, die unvollständig und ungeordnet waren. Nach seiner Aktensichtung wurden laut Warmuth „einzig und allein nur Kaufgeschäfte über Liegenschaften abgeschlossen und war ein Klientenstock überhaupt nicht vorhanden, ebenso keinerlei wie immer geartete Eingänge.“ Unter den Akten befand sich auch Material zum „Auswanderungsfonds“. Diverse staatliche Stellen, wie z. B. das Volksgericht nahmen Akteneinsicht und die Besatzungsbehörden luden Warmuth in diesem Zusammenhang in den Nachkriegsjahren zu Vernehmungen vor.
Der amerikanische Abwehrdienst Counter Intelligence Corps (CIC) stieß während Ermittlungen zu Eichmann bereits 1946 auf den Namen Rajakowitsch. Aufgrund einer Anfrage aus Österreich bezüglich von Restitutionsansprüchen jüdischer Österreicher fahndete der CIC 1947 erfolglos nach Rajakowitsch.
Nachdem in Österreich ein Haftbefehl gegen Rajakowitsch erlassen worden war, setzte er sich 1951 nach Buenos Aires ab und stellte von dort einen Antrag auf „Belassung auf freien Fuss“. Nach Stattgabe dieses Antrages zog er im August 1952 vorübergehend nach Graz. Das gegen Rajakowitsch vor dem Grazer Landesgericht für Strafsachen anhängige Verfahren nach dem Kriegsverbrechergesetz wurde 1953 eingestellt. Über das Generalkonsulat in Triest ließ er sich, nachdem er schon mehrere Jahre vor seiner rechtskräftigen Verurteilung (siehe unten, „Prozess in Wien“) wieder die österreichische Staatsbürgerschaft zurückerhielt, schließlich einen gültigen Pass auf den Namen Erich Raja ausstellen.

### Unternehmer in Mailand
Die Central Intelligence Agency (CIA) wurde 1953 auf Raja aufmerksam. Er hatte in Triest in die Im- und Exportfirma Enneri & Company investiert und eine Zweigstelle des Unternehmens in Mailand aufgebaut, wohin später auch der Firmensitz verlegt wurde und Raja schließlich seinen Wohnsitz nahm. Dieses Unternehmen spielte bald eine wichtige Rolle im Handel mit Staaten des Ostblocks, u. a. exportierte sie Quecksilber in die Tschechoslowakei. Wegen dieser Transaktionen wurde das Unternehmen im Jänner 1954 auf die U.S. Government Watch List aufgenommen. Die CIA, die über keine Kenntnisse von Rajas NS-Vergangenheit verfügte, versuchte im Juni 1959 diesen erfolglos für eine geheimdienstliche Tätigkeit gegen die DDR und die Volksrepublik China zu gewinnen. Schließlich wurden die Transaktionen von Enneri & Co. sowie auch Raja durch die CIA beobachtet.
Nach der Scheidung von seiner ersten Frau ehelichte Raja 1957 Giulona Tendella, eine Sekretärin der Enneri & Co.

### Prozess in Wien
Auch infolge des Eichmann-Prozesses in Jerusalem, wo auch der Name Rajakowitsch fiel, wurden 1961 in Österreich die Ermittlungen gegen Raja aufgenommen. Durch Simon Wiesenthal mit dem von ihm gegründeten Dokumentationszentrum des Bundes Jüdischer Verfolgter des Naziregimes und das Institut für Kriegsdokumentation in Amsterdam wurde belastendes Material gegen Raja gesammelt. Wiesenthal ermittelte Anfang 1962 Rajas Aufenthaltsort in Mailand. Im Mai 1962 sandten österreichische Behörden eine Liste mit Fragen über Raja an die israelische Regierung, die Eichmann noch vor seiner Hinrichtung gestellt werden sollten. Nach Rajakowitsch wurde schließlich wegen Beihilfe zum Mord gefahndet. Er setzte sich Anfang April 1963 aus seiner Mailänder Wohnung ab und gelangte über die Schweiz und München nach Österreich. Am 14. April 1963 stellte er sich in Wien freiwillig der Justiz und wurde in Untersuchungshaft genommen. In diesem Zusammenhang wurde der Öffentlichkeit auch die Beschäftigung von Rajas ehemaligem Vorgesetzten Oberregierungsrat Harster im oberbayerischen Regierungspräsidium bekannt, der in den Niederlanden wegen seiner NS-Verstrickungen in Abwesenheit zu zwölf Jahren Haft verurteilt worden war. Daraufhin wurde Harster umgehend „wegen erwiesener Dienstunfähigkeit“ pensioniert.
Am 13. Februar 1965 begann der Prozess gegen Raja vor dem Geschworenengericht am Wiener Landesgericht für Strafsachen. Raja war im Rahmen des Verbrechenskomplexes Schreibtischverbrechen wegen des Tatvorwurfs „bestellter Mord“ an jüdischen Opfern angeklagt. Die Anklage fußte im Wesentlichen auf einem durch Wiesenthal eingebrachten Fernschreiben, das von Raja verfasst worden war. Darin hatte Raja „am 12. August 1942 durch ein Fernschreiben mit seiner Unterschrift die Deportation von 83 holländischen Juden aus einem Lager unweit von Paris veranlaßt und damit den Auftakt zum Todesmarsch von 100 000 Niederländern gegeben“. Da nach zweijährigen Ermittlungen weiteres stichhaltiges Beweismaterial gegen Raja nicht vorlag, ließ der Staatsanwalt die Mordanklage fallen und plädierte stattdessen auf eine Verurteilung nach § 87 Strafgesetz 1852 (in der Wiederverlautbarung StG 1945). Durch diesen Paragrafen konnte „boshafte Sachbeschädigung“, insbesondere beim Eisenbahnbetrieb oder der absichtlichen Gefährdung von Menschenleben geahndet werden. Raja wurde auf dieser Rechtsgrundlage am 2. März 1965 durch die Geschworenen zu zweieinhalb Jahren schweren Kerker verurteilt und aufgrund der Anrechnung seiner Zeit in der Untersuchungshaft ein halbes Jahr nach Prozessende aus dem Gefängnis entlassen.
Der Prozess wurde von zwölf im Gerichtssaal anwesenden Prozessbeobachtern verfolgt, welche die niederländischen Medien mit Prozessberichten versorgten. Nach dem Urteil gegen Raja wurde der österreichischen Justiz Nachlässigkeit im Umgang mit NS-Verbrechen vorgeworfen.

### Versuch der Rehabilitierung
Nach seiner Haftentlassung verfasste Raja eine Rechtfertigungsschrift mit dem Titel Kopfjagd auf Rajakowitsch, die 1966 in Offenbach am Main erschien.
Weiterhin lag auch noch nach Rajas Strafverbüßung in Österreich ein Haftbefehl gegen ihn wegen Beteiligung am Holocaust aus den Niederlanden vor. Um der drohenden Festnahme zur Auslieferung zuvorzukommen kehrte er, nachdem ihm bereits an seinem Urlaubsort Piran in Jugoslawien der Reisepass abgenommen wurde, nach Wien zurück. Kurz danach, um den 4. Oktober 1967, lud Enrico alias Erich Raja in das Café Landtmann zu einer Pressekonferenz, da er sich durch die Berichterstattung „über seinen Zusammenstoß mit den jugoslawischen Behörden gestört“ gefühlt hat. Seinen eigenen Angaben nach sei er „aus freien Stücken“ und – trotz Passentzug – legal in Österreich eingereist und konstatierte: „Hier bin ich vor Verfolgung sicher.“ Da er zwischenzeitlich wieder österreichischer Staatsbürger war, konnte ihn die Republik Österreich auf Grund der Gesetzeslage nicht an die Niederlande ausliefern. In seiner Wahlheimat Italien wiederum war er zum „unerwünschten Ausländer“ erklärt worden. Überdies bezeichnete Raja in der Pressekonferenz Wiesenthal als einen Lügner. Und er bestritt während der NS-Zeit Wissen über den Holocaust gehabt zu haben, obwohl er „überzeugter Nationalsozialist“ gewesen sei.
Mit Wiesenthal führte Raja gerichtliche Auseinandersetzungen um dessen Publikation Doch die Mörder leben und konnte die Beschlagnahme erreichen: Nach zeitgenössischer Darstellung (Wiener AZ, 5. Oktober 1967) „aber nicht etwa wegen der Schilderung seiner [Rajas] Tätigkeit bei der ‚Endlösung der Judenfrage.‘ Rajakowitsch fühlt[e] sich wegen des Wortes ‚Betrug‘, das im Zusammenhang mit seiner Einbürgerung [in Österreich] vorkommt, in seinen Geschäften gestört.“ Nach späterer Darstellung im Jahr 1968 erfolgte die Beschlagnahme erst im November 1967, also nach der Pressekonferenz. Die betreffende Publikation beinhaltete demnach die Behauptung, Raja wäre nach Kriegsende sowjetischer Agent gewesen.
Bis 1987 versuchte Raja wiederholt erfolglos, das Strafverfahren gegen ihn neu aufrollen zu lassen. Die Universität Graz wollte ihm trotz der gegen ihn bestehenden Vorwürfe noch 1986 seinen aberkannten akademischen Grad Doktor zukommen lassen.